# Glabais
Glabais (Nederlands:  Glabbeek, Waals: Glabåy) is een dorp in de Belgische provincie Waals-Brabant en een deelgemeente van de stad Genepiën. Glabais ligt twee kilometer ten noorden van het stadscentrum van Genepiën.
Op het grondgebied van de deelgemeente liggen nog enkele gehuchtjes, zoals La Bruyère en Les Flamandes.

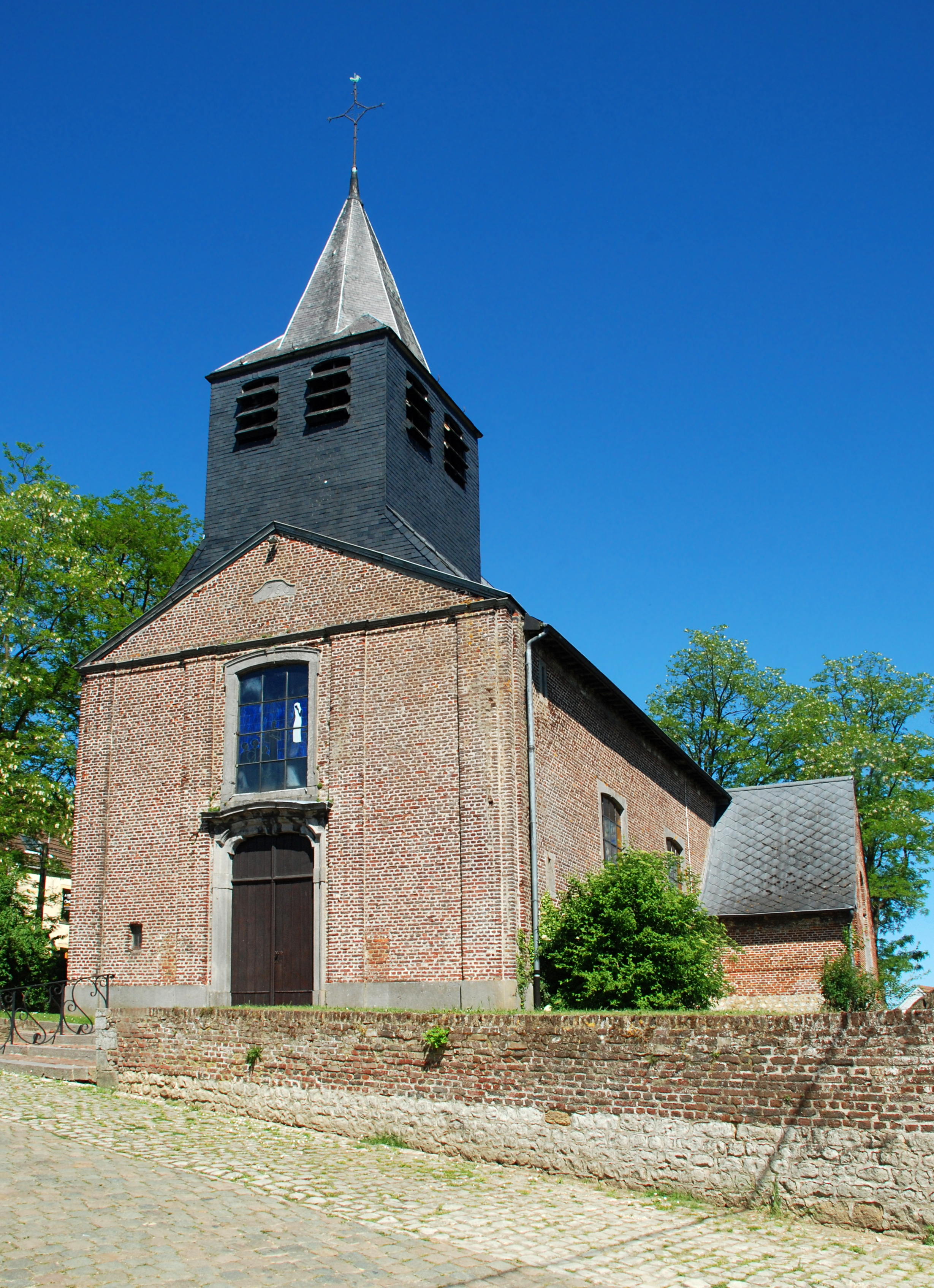
Glabais en Église Saint-Pierre

## Geschiedenis
Oude vermeldingen van de plaats gaan terug tot de 12de eeuw als Glatbeke en Glabais. Onder het ancien régime was Glabais een zelfstandige heerlijkheid. Juridisch viel het onder de meierij van Genepiën, in het kwartier van Brussel van het hertogdom Brabant. Op de Ferrariskaart uit de jaren 1770 is het dorp weergeven als Glabbaix.
Na de Franse invasie werd Glabais als gemeente ingedeeld bij het kanton Genepiën van het Dijledepartement.
Glabais was een zelfstandige gemeente tot het bij de gemeentelijke fusies op 1 januari 1977 een deelgemeente werd van Genepiën.

## Bezienswaardigheden
- De Sint-Pieterskerk (Église Saint-Pierre) heeft een bakstenen classicistisch schip met voorgevel van 1760 en een 17e-eeuws koor en transept met een basis van zandsteen.
- De historische hoeve Ferme Tout-lui-Faut

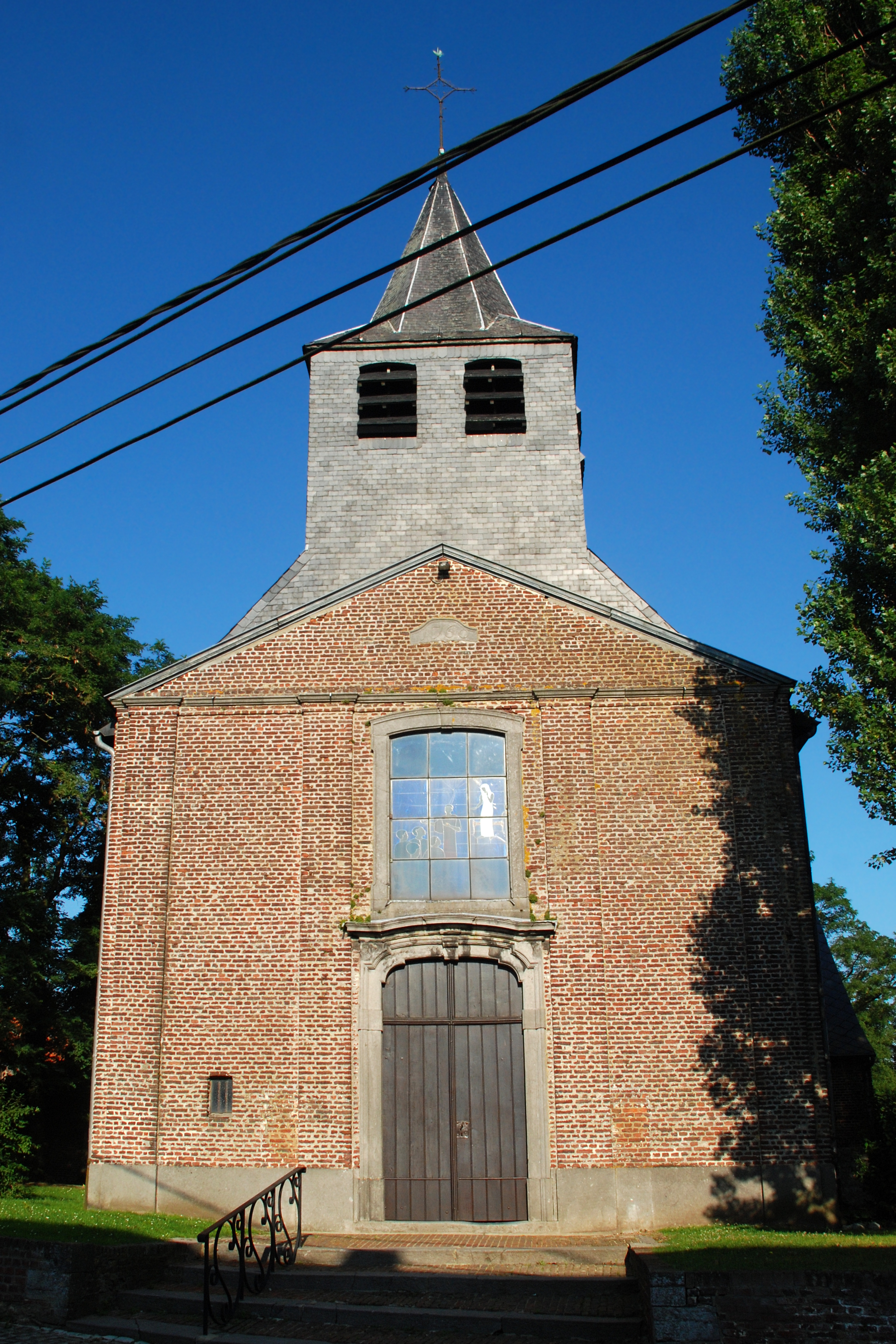
De Église Saint-Pierre

## Natuur en landschap
Vooral het oosten van Glabais is bosrijk. De hoogte aan de kerk is 134 meter.

## Demografische ontwikkeling
- Bronnen:NIS, Opm:1831 tot en met 1970=volkstellingen

## Politiek
Glabais had een eigen gemeentebestuur en burgemeester tot de fusie van 1977. Burgemeesters waren:
- 1825-1852 : Emmanuel-Hubert Thirionet
- 1853-1879 : Joseph-Hubert Thirionet
- 1879-1896 : Omer Philippe (liberaal)
- 1897-1902 : Charles Demaret
- 1904-1918 : Henri Lepage
- 1921-1954 : Eugène Philippe (liberaal)
- 1959-1976 : Jean Vleugels (PSC)

## Verkeer en vervoer
Door het westen van de deelgemeente loopt van noord naar zuid de steenweg N5 (Chaussée de Bruxelles) tussen Brussel en Charleroi. Op de zuidgrens van de deelgemeente kruist deze de N25.

## Nabijgelegen kernen
Genappe, Maransart, Céroux-Mousty
Deelgemeenten: Baisy-Thy · Bousval · Genepiën · Glabais · Houtain-le-Val · Loupoigne · Oud-Genepiën · Ways

Overige plaatsen: La Bruyère · Bruyère Madame · Baisy · Basse-Laloux · Le Chantelet· Chênemont · Dernier Patard · La Falise · Ferrières · Les Flamandes · Fonteny · Foriest · Fosty · Hattain · Houtain-le-Mont · La Hutte · La Motte  · Loncée · Maison du Roi · Noirhat · Pallandt · Promelles · Quatre Bras · Ry-d'Hez · Sclage · Thy · Trou-du-Bois · Vieux Manants · Wanroux

Belgische gemeenten · Arrondissement Nijvel · Waals-Brabant · Wallonië